# MMA Kiadó
Az MMA Kiadó a Magyar Művészeti Akadémia kiadóvállalata, amelyet 2017 végén hozott létre.

## Székhelye
1051 Budapest, Vörösmarty tér 1.

## Története
A Magyar Művészeti Akadémia elnöksége 2017. október 11-én döntött az MMA Kiadó Nonprofit Kft., a 100%-ban az MMA tulajdonában lévő új gazdasági társaság létrehozásáról. A kiadó az MKKE tagja. Szakmai ügyvezetője Pécsi Györgyi, pénzügyi ügyvezetője Dr. Szabó László.

## Kiadványai
Az MMA Kiadó legfőbb célja az MMA és intézményei gondozásában megjelenő könyvek (művészeti könyvek, albumok, katalógusok, konferenciafüzetek, életmű-feldolgozások), CD-k, DVD-k, és a Magyar Művészet periodikum kiadása, továbbá az MMA által megrendelt életmű-dokumentációk készítése, portréfilmgyártás, videó szolgáltatás, valamint a fotó- és videó-archívum gondozása.
A kiadó legfőbb profilja életmű kiadványok gondozása, kiadása minden olyan területen, amiben a Magyar Művészeti Akadémia rendes tagjai érintettek.